# Широколезвийная секира

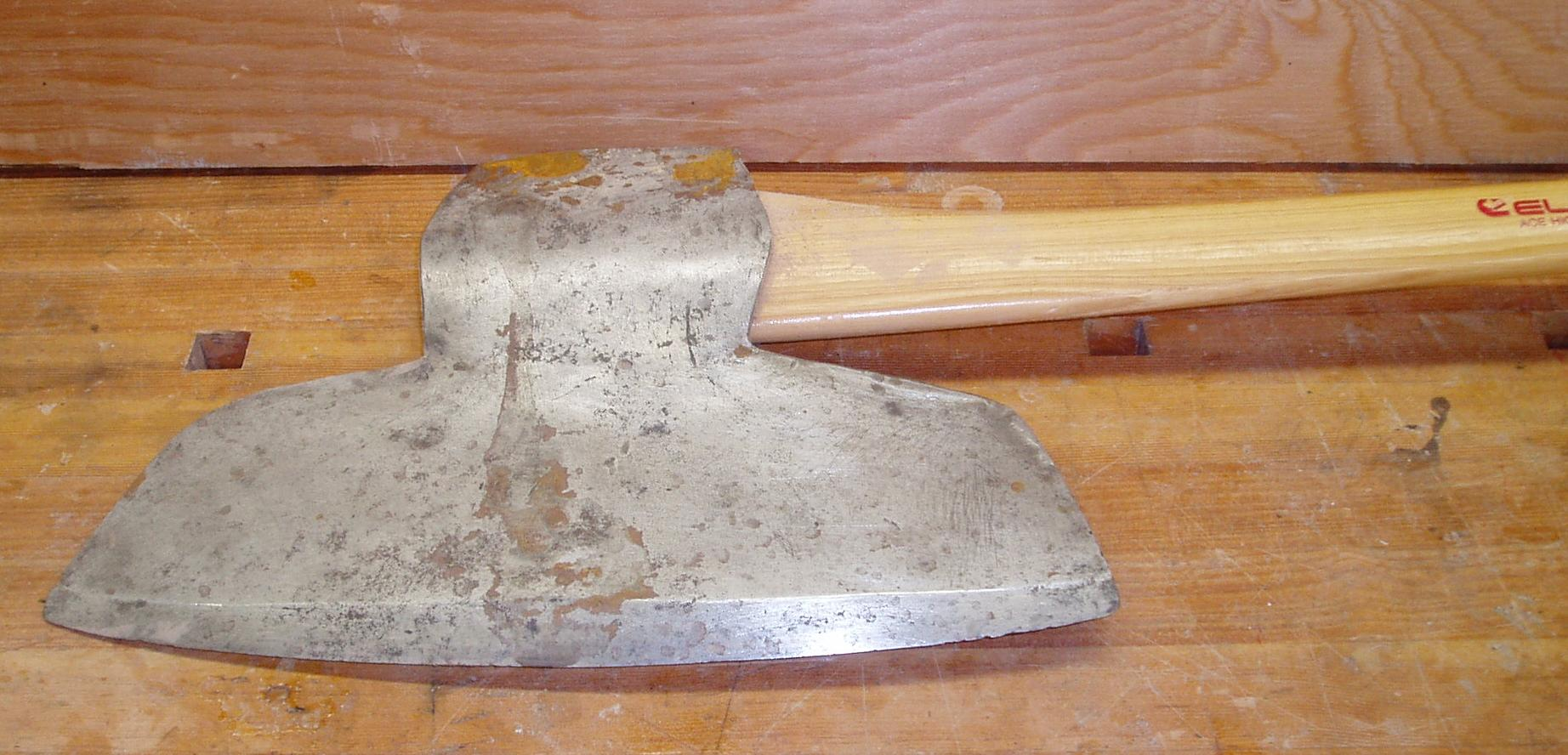
Широколезвийная секира с односторонней заточкой

Широколезвийная секира или бродэкс (англ. broad axe, буквально — «широкий топор») — тип секиры с широким трапециевидным полотном, прямоугольными бородкой и бойком.
В X—XI веках такие топоры были распространены в Скандинавии и Прибалтике. Они отличались скруглённым лезвием; переход от полотна к обуху был довольно тонким. Эти топоры нередко украшались серебряной инкрустацией. Относительно древнерусских находок, из 1600 археологически известных топоров, к данному типу относятся только 2 секиры подобного типа, что свидетельствует об их редкости. Они датируются XI веком. Эти топоры были предшественниками бердышей.

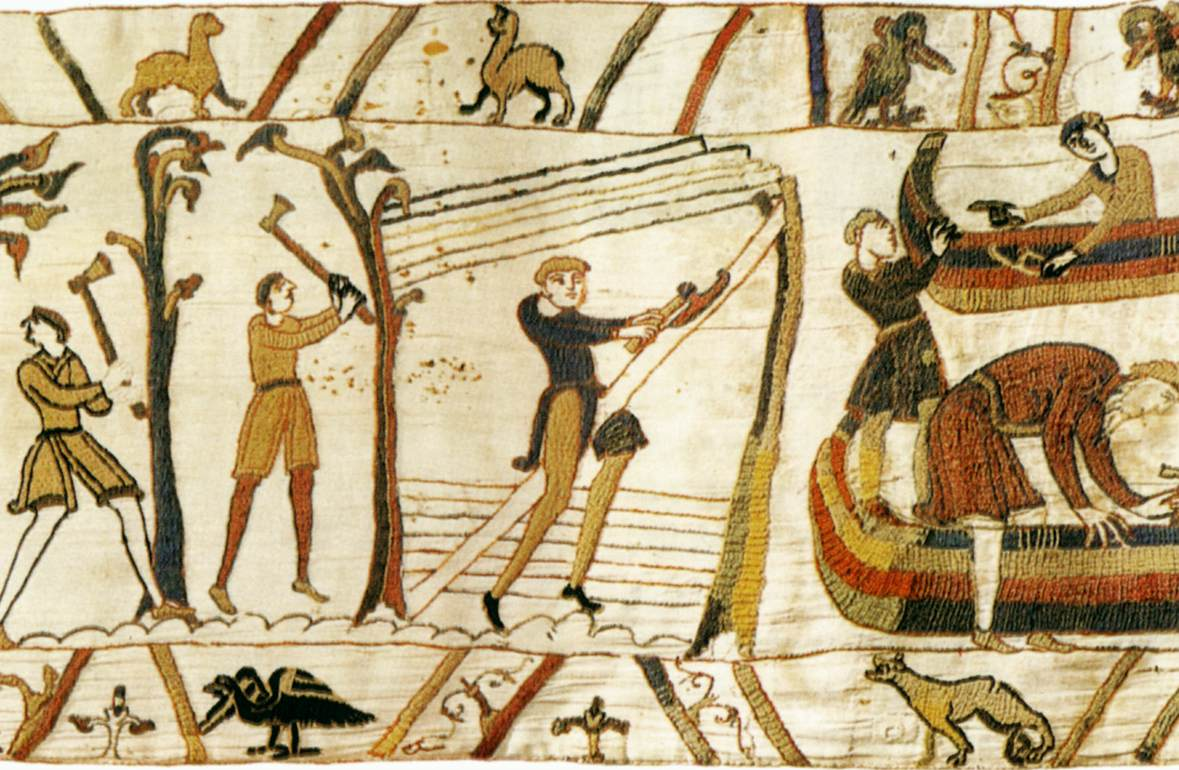
Обработка бруса широколезвенной секирой (в центре) — сцена на Гобелене из Байё.

Следует различать широколезвенные секиры с одно- и двухсторонней заточкой. Широколезвийные секиры с двухсторонней заточкой в массе своей являлись боевым оружием и имели лишь ограниченное бытовое применение, поскольку были неудобны для подобных целей. Характерно, что в эпоху Нового времени и позднее подобные топоры использовались палачами для казней — например, в Швеции такие секиры (швед. skrädyxa) применялись с XVII века до 1903 года. Секиры же с односторонней («стамесочной») заточкой нередко являлись главным образом рабочим инструментом и были удобны для обработки больших плоских поверхностей (в частности, использовались для изготовления и обработки поверхности бруса и балок). Существовали секиры как с левой так и с правой заточкой. По данным археологии такие секиры появились в VIII веке и долгое время были популярны на востоке Дании (современный юг Швеции, Сконе).

## Примечания

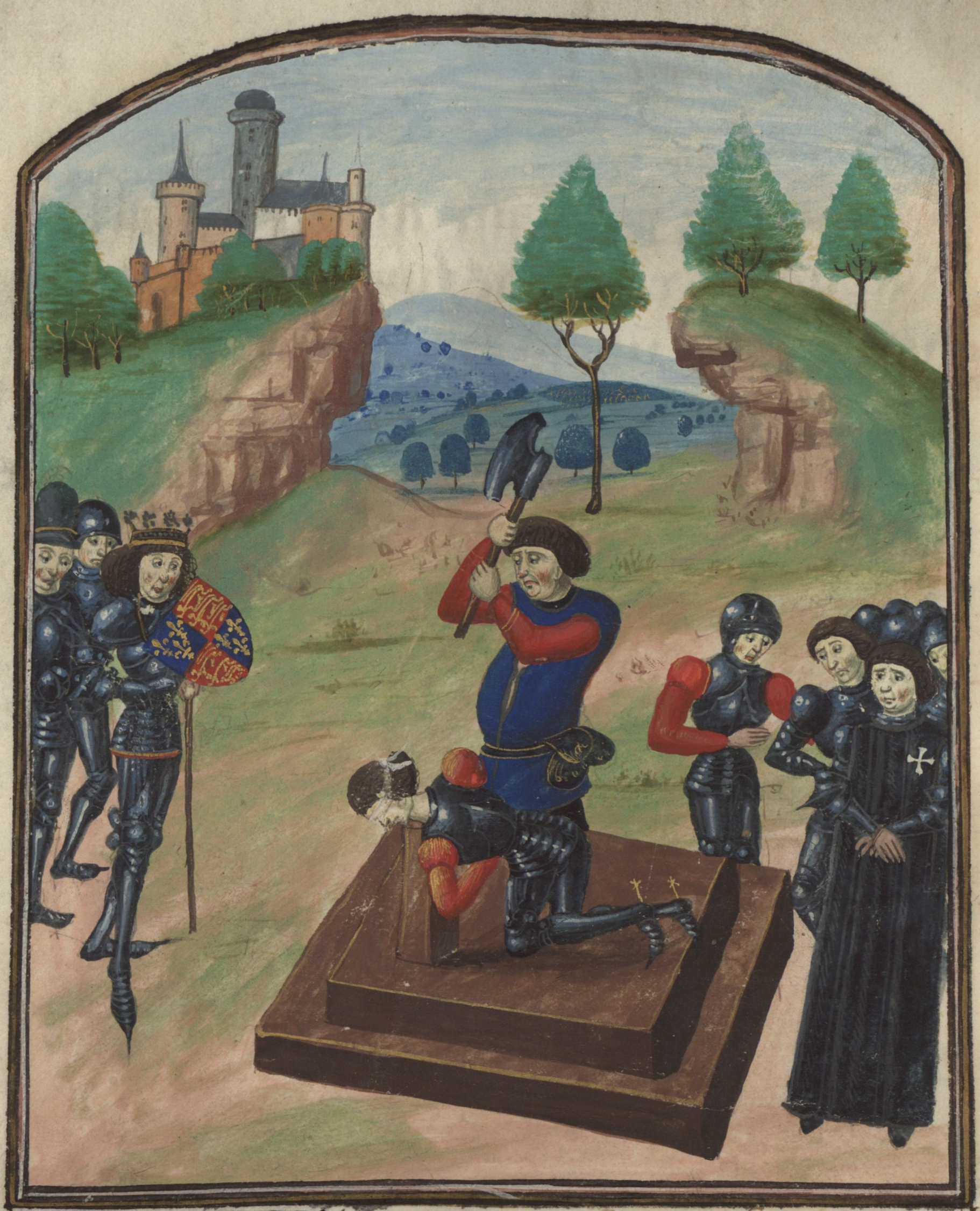
Казнь Эдмунда Бофорта на изображении из Гентского манускрипта конца XV века.